# Toti Dal Monte
Toti dal Monte, pseudonimo di Antonietta Meneghel (Mogliano Veneto, 27 giugno 1893 – Pieve di Soligo, 26 gennaio 1975), è stata un soprano e attrice italiana.

## Biografia
Nacque da Amilcare Meneghel, maestro di musica, e da Maria Zacchello, maestra elementare, il 27 giugno 1893. Rimasta orfana di madre a soli sei anni, fin da piccola rivelò un'innata predisposizione alla musica, apprendendo con bravura brani di Schumann e Schubert e cantando nella chiesa del suo paese natale, accompagnata all'organo dal padre, il quale, quando Antonietta crebbe, si trasferì con lei a Venezia per iscriverla al Conservatorio Benedetto Marcello e farle studiare pianoforte.

"La Toti" in Lucia di Lammermoor

L'allora direttore Ermanno Wolf-Ferrari l'ammise al Conservatorio, ma, dopo sette anni, Antonietta dovette interrompere gli studi proprio alla vigilia del saggio finale, poiché aveva le mani piccole e non riusciva a prendere l'ottava. Il padre decise allora di portare Antonietta dal celebre contralto Barbara Marchisio, che viveva a Mira, non distante da Venezia, per un'audizione di canto. Marchisio restò talmente impressionata dalla splendida voce della ragazza, che si offrì di seguirla gratuitamente, anche a causa delle non floride condizioni della famiglia Meneghel.
Antonietta frequentò le sue lezioni per quattro anni e fu la sua ultima, e forse più celebre, allieva. Esordì alla Scala di Milano nel gennaio del 1916, nella piccola parte di Biancofiore della Francesca da Rimini di Zandonai. Nel 1922, durante una tournée in America, Arturo Toscanini, che aveva intuito in lei, fin da ragazzina, le doti di una perfetta cantante lirica, la invitò ad esibirsi nuovamente alla Scala per il nuovo allestimento del Rigoletto di Verdi. In questa occasione, ella iniziò ad utilizzare lo pseudonimo Toti Dal Monte, ottenuto unendo il diminutivo del suo nome con il cognome della nonna materna.

Villa Toti a Barbisano

Dopo una relazione col baritono Luigi Montesanto, sposò a Sydney il 23 agosto 1928 il tenore Enzo De Muro Lomanto, incontrato durante una rappresentazione de La figlia del reggimento di Donizetti. Da questo matrimonio nacque il 15 aprile 1930 Mary, in arte Marina Dolfin, unica figlia di Toti. Il 7 dicembre 1932 avvenne la separazione consensuale tra i due.
Sono rimaste memorabili le sue interpretazioni di Lucia di Lammermoor, Elisir d'Amore (Donizetti) e Madama Butterfly (Puccini).
Nel 1945 si ritirò dalle scene per continuare, spinta da Renato Simoni, la sua carriera nel campo teatrale assieme alla figlia, nella compagnia di Cesco Baseggio, con la quale recitò testi goldoniani. Ottenne grandi successi anche nel cinema, recitando nei film Il carnevale di Venezia di Giuseppe Adami e Giacomo Gentilomo (1939) e Cuore di mamma di Luigi Capuano (1954), nonché in un cameo di Anonimo veneziano di Enrico Maria Salerno (1970). A lei il poeta Andrea Zanzotto ha dedicato la poesia in dialetto solighese Co l'é mort la Toti, inclusa nella raccolta Idioma.
Toti Dal Monte morì alle ore 21:38 del 26 gennaio 1975, mentre era ricoverata per disturbi circolatori nell'ospedale Balbi Valier di Pieve di Soligo, paese nel quale, in collocazione amena, aveva un'elegante dimora, la cosiddetta Villa Toti di Barbisano. A Pieve di Soligo, oggi, il Museo Toti Dal Monte raccoglie numerose testimonianze e ricordi della sua vita e della sua arte.
A Mogliano Veneto le è stata dedicata la via di accesso alla stazione ferroviaria e una delle due scuole secondarie di primo grado.

## Filmografia
- Il carnevale di Venezia, regia di Giuseppe Adami e Giacomo Gentilomo (1939)
- Gli assi della risata, regia di Roberto Bianchi, Gino Talamo e Giuseppe Spirito (1943)
- Fiori d'arancio, regia di Hobbes Dino Cecchini (1944)
- Il vedovo allegro, regia di Mario Mattoli (1950)
- Cuore di mamma, regia di Luigi Capuano (1954)
- Anonimo veneziano, regia di Enrico Maria Salerno (1970)

## Repertorio operistico
- Vincenzo Bellini
  - La sonnambula (Amina)
- Alfredo Catalani
  - La Wally (Wally)
- Gaetano Donizetti
  - L'elisir d'amore (Adina)
  - Lucia di Lammermoor (Miss Lucia Ashton)
  - La figlia del reggimento (Marie)
  - Don Pasquale (Norina)
- Umberto Giordano
  - Il re (Rosalina)
- Ruggero Leoncavallo
  - Pagliacci (Nedda)
- Pietro Mascagni
  - Cavalleria rusticana (Lola)
  - Lodoletta (Lodoletta)
- Jules Massenet
  - Manon (Manon Lescaut)
- Giacomo Puccini
  - La bohème (Musetta)
  - Madama Butterfly (Cio-Cio-San)
- Gioachino Rossini
  - Il barbiere di Siviglia (Rosina)
- Giuseppe Verdi
  - Rigoletto (Gilda)
  - La traviata (Violetta Valéry)
- Riccardo Zandonai
  - Francesca da Rimini (Biancofiore)

## Prosa radiofonica
- La buona madre, di Carlo Goldoni, con Cesco Baseggio, Toti Dal Monte, Gianni Lepesky, Marina Dolfin, Giancarlo Maestri, trasmessa il 29 aprile 1950 da Rete Azzurra.

## Opere letterarie
- Una voce nel mondo, Longanesi, 1985